# Wobuloskop
Wobuloskop – przyrząd elektroniczny, umożliwiający wizualną obserwację charakterystyk częstotliwościowych badanego układu, bądź wizualną analizę charakterystyki widmowej badanego sygnału. Dwoma głównymi elementami wobuloskopu są: wobulator i oscyloskop.

Schemat blokowy wobuloskopu w.cz.

Zasada działania wobuloskopu jest zbliżona do zasady działania oscyloskopu. Zawiera on generator podstawy czasu, służący do odchylania promienia lampy w osi X. Jednocześnie napięcie odchylające jest doprowadzane do generatora przestrajanego napięciem (VCO). Częstotliwość tego generatora zmienia się liniowo bądź logarytmicznie w funkcji napięcia odchylania. W pierwszym przypadku podziałka na osi X jest liniowa, w drugim – logarytmiczna. Tor Y zawiera jeden bądź dwa (przełączane ręcznie lub automatycznie) wzmacniacze, o charakterystyce liniowej bądź logarytmicznej. Napięcie wyjściowe z generatora przez dzielnik (na ogół skokowy, kalibrowany w dB) jest doprowadzane do mierzonego układu. Do wyjścia tego układu jest dołączana sonda pomiarowa (prostownicza), która umożliwia pomiar np. amplitudy napięcia wyjściowego. Ponieważ napięcie wyjściowe z VCO o stałej amplitudzie ma zmienną w czasie częstotliwość, napięcie uzyskiwane z sondy ma wartość chwilową odpowiadającą funkcji
{\displaystyle uw=Ku(f)uwe.}
Napięcie to podane do wejścia Y odchyli strumień na odległość proporcjonalną do współczynnika wzmocnienia układu dla określonej, chwilowej wartości częstotliwości. Jeśli badany układ ma własny detektor (np. detektor amplitudy w odbiorniku AM czy demodulator FM), to nie korzysta się wówczas z sondy prostowniczej, a napięcie z detektora doprowadza bezpośrednio do wejścia Y. W obu przypadkach promień elektronów kreśli na ekranie charakterystykę wzmocnienia (tłumienia) badanego układu, a oś X staje się osią częstotliwości.
Wobuloskopy przeznaczone do zdejmowania charakterystyk w zakresie m.cz. i w.cz. działają na tej samej zasadzie. Istnieją tylko zrozumiałe różnice w zakresie obrazowanych częstotliwości i we właściwościach wejść (impedancje wejściowe).
Ze względów użytkowych, w przyrządach tego typu istotne są:
- zakres częstotliwości pomiarowych,
- dynamika wskazań (ewentualnie czułość wejść),
- zakres napięć wyjściowych VCO,
- impedancje wejściowe i wyjściowe.

Podstawowy sposób użycia wobuloskopu

Przy pomiarach w zakresie wielkich częstotliwości istotny jest jeszcze jeden parametr wobuloskopu – szybkość zmian częstotliwości VCO. W przypadku badania torów z silną ARW, bądź obwodów o dużej selektywności i dobroci, może się zdarzyć, że zbyt szybkie zmiany częstotliwości mogą zniekształcić obserwowane charakterystyki. Dlatego szybkość podstawy czasu w wobuloskopie powinna być regulowana.
W wobuloskopach w.cz. istnieje możliwość wprowadzania tzw. znaczników. Do przeznaczonego do tego celu wejścia doprowadza się sygnał z zewnętrznego (niekiedy i wewnętrznego) generatora w.cz. o znanej częstotliwości. Na zobrazowanej krzywej przenoszenia pojawia się wówczas znacznik w miejscu odpowiadającym tej częstotliwości.
Znacznik może mieć postać rozjaśnionego punktu, pionowej linii, bądź zafalowania na charakterystyce. Służy on do określania np. częstotliwości środkowej badanego filtru bądź do znajdowania częstotliwości granicznych (3 dB spadku) obrazowanej charakterystyki.
Także na zbliżonej do oscyloskopu zasadzie działają analizatory widma. Analizator ma generator podstawy czasu o liniowym lub (częściej) logarytmicznym przebiegu napięcia odchylającego promień lampy w osi X. Napięcie to jest wykorzystane jednocześnie do przestrajania filtrów o regulowanej (dobieranej) szerokości pasma (filtrów kroczących). Analizowany sygnał wejściowy jest doprowadzany do zespołu filtrów. Napięcie wyjściowe z filtrów jest prostowane i służy do odchylania promienia w osi Y. Ze względu na to, że filtry są przestrajane wzdłuż osi częstotliwości, napięcie chwilowe w torze Y określa wysokość poszczególnych prążków analizowanego przebiegu. Wzmacniacz ma zwykle logarytmiczną charakterystykę wzmocnienia, a więc wysokości prążków badanego sygnału są określane bezpośrednio w decybelach. Do podstawowych parametrów analizatorów widma należą:
- zakres częstotliwości,
- dynamika wskazań i czułość toru y,
- impedancja wejściowa,
- szerokość (szerokości) filtrów kroczących.